# Phil Prendergast

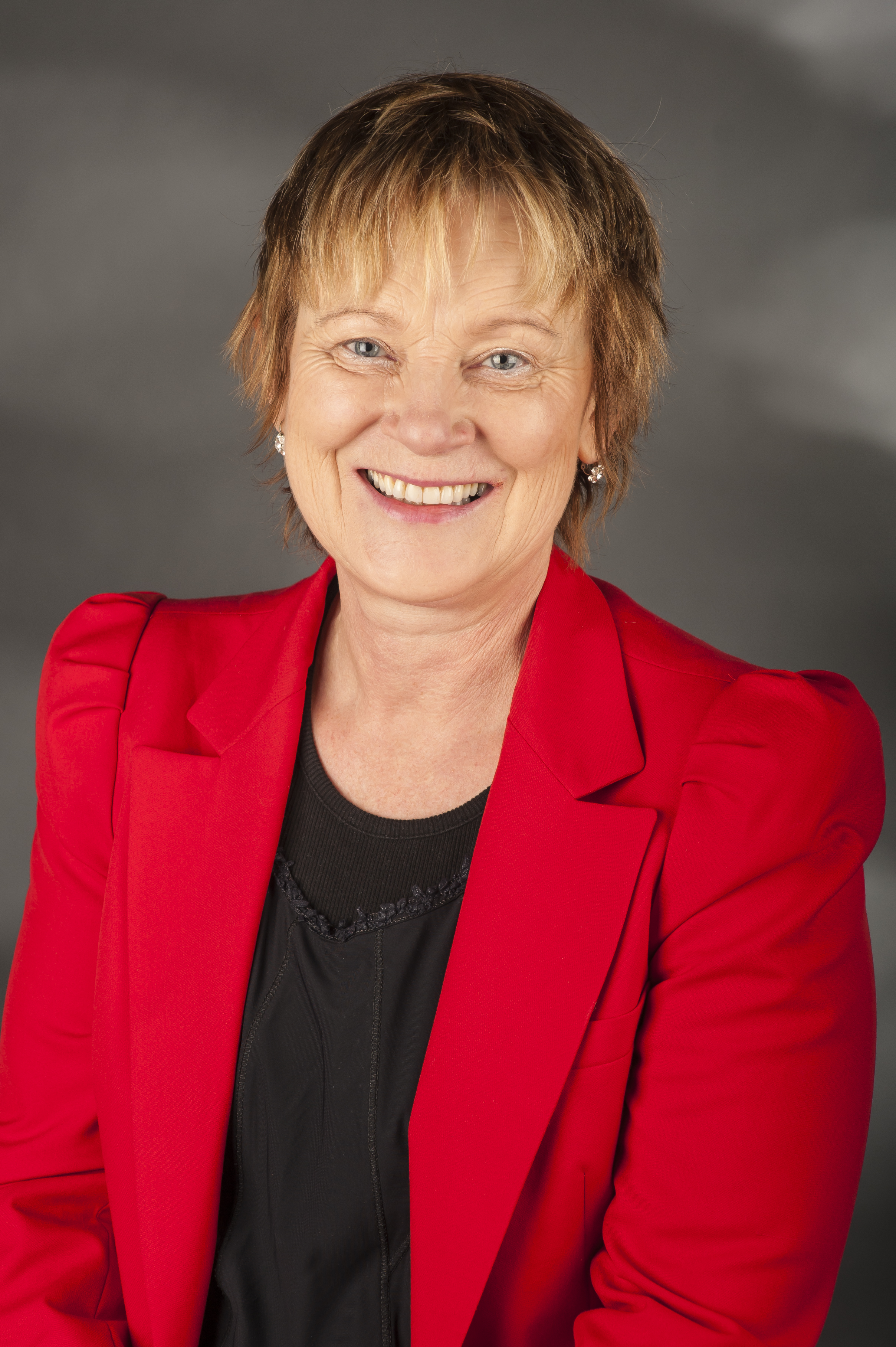
Phil Prendergast 2014

Phil Prendergast (* 20. September 1959 in Kilkenny als Phil Foley) ist eine irische Politikerin (Labour, zuvor: Workers and Unemployed Action).

## Leben
Prendergast legte das Diplom in beruflicher Weiterbildung ab und arbeitete als staatlich geprüfte Krankenschwester und Hebamme.
Von 1994 bis 2004 war Prendergast Mitglied des Stadtrats von Clonmel, von 1999 bis 2004 Mitglied des Grafschaftsrats von South Tipperary. 2007 wurde sie Mitglied des Seanad Éireann. Dieses Mandat legte sie jedoch am 21. April 2011 nieder, als sie ins Europäische Parlament wechselte. Sie rückte für Alan Kelly nach, der in das Dáil Éireann gewählt wurde. Nach der Europawahl 2014 schied sie aus dem Parlament aus.